# Hasuda
Hasuda (japanska: 蓮田市?, Hasuda-shi) är en stad i Saitama prefektur i Japan. Staden fick stadsrättigheter 1972.